# ネットワークカメラ

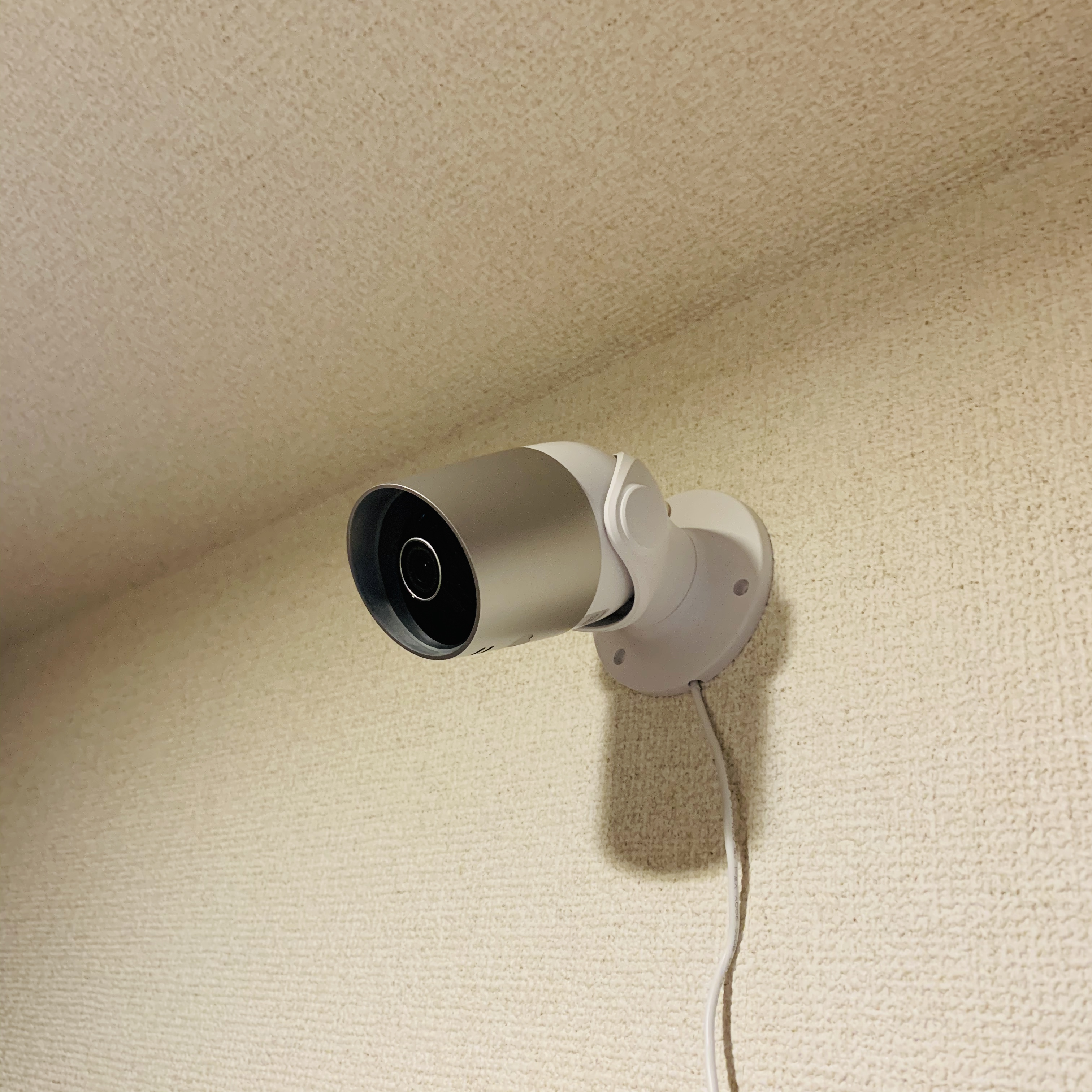
ネットワークカメラ
（ビデオ通話、動体検知、暗視撮影などが可能）

ネットワークカメラ (Network camera) とは、有線LANや無線LANによる通信機能を持つビデオカメラの形態。Webカメラの一種。
なお、「ネットワークカメラ」は通称であり、英語圏における厳密な名称としては "Internet Protocol camera" (IP camera) が用いられる。

## 概要
ネットワークカメラは、映像配信、取り付け台の向きや可変焦点レンズのコントロール、その他オプション機能を動作させる仕組みをコンピュータネットワークに対応させたものである。映像取得・各種操作に専用の端末を使う機種や、パソコンやサーバと通信して使用する機種がある。通信に際しては、専用のアプリケーションソフトウェアを用いるものや、ウェブブラウザを使用するものがある。
最低限必要な機能として以下のものが必要となる。
- 動画撮影ができるカメラ機能
- カメラ機能からNTSC-Jなどの映像信号に変換する回路
- 映像信号をLANのトランスポート層〜アプリケーション層へ接続、データ通信を行う回路

オプション機能の例として、以下のようなものがある。
- 映像信号を圧縮するコーデック（エンコード）回路
- 取り付け台の向きの変更(水平回転・仰角調整など)
- ズームや可変焦点レンズ・ピント合わせ（オートフォーカスなど）
- フラッシュの発光・威嚇音や警告音などの発射

Webカメラでも家庭向けの製品では、パソコンに接続して使用する事が前提となるが、ネットワークカメラはサーバ機能を持ち、ネットワーク環境があれば単独で運用可能である。あとは同じネットワークに接続されたコンピュータから通信して画像を受信したり操作したりする。その多くでは、TCP/IPの通信プロトコルに準拠しているため、インターネットへの接続が可能となっている。

## セキュリティ上の懸念
映像がプライベート・ネットワークやLANではなく、インターネットを介して送信される場合、ネットワークカメラの映像はハッカーを含むより多くの人々に公開される可能性がある。悪意のある攻撃者は、プライベートのネットワークカメラのシステムにアクセスして、セキュリティ対策を無効にしたり、操作したり、映像を傍受したりすることができる。攻撃できるハッキングツールに、cameradarなどがある。このセキュリティ上のリスクは、ネットワークカメラへのアクセスを制限するように設計されたファイアウォールによってネットワークを保護し、ソフトウェアとファームウェアを最新の状態に保つことによって軽減することができる。
2012年、4chanのユーザーがTRENDnetホームセキュリティカメラの一部モデルの脆弱性を悪用し、数千台のストリーミングされていたネットワークカメラにハッキングした。2014年には、Insecamサイトが、デフォルトのユーザー名とパスワードを使用し、保護されていないセキュリティカメラがある世界中の73,011の場所をリスト化したことが報告された。Shodan.ioのような自動的にIoTデバイスを検出する検索サイトは、常に住宅や商業施設のIPアドレスをスキャンし、ネットワークカメラで一般的に使用されているものを含むポートやサービスを自動的に検出し、データベース化している。Shodan.ioに登録したユーザーは、インターネットに接続している世界中のネットワークカメラのIPアドレスと脆弱性を検索することができる。